# Johann Nicolaus Bach (1653-1682)
Johann Nicolaus Bach (1653 - 1682) fue un violista alemán.
Hijo de Johannes Bach, nació en Erfurt y fue un célebre virtuoso de la viola de gamba y músico muy activo en su ciudad natal. Murió de peste.